# Nad Marešákem
Rybníček Nad Marešákem  o rozloze vodní plochy 0,30 ha se nalézá na severním okraji městyse Choltice v okrese Pardubice mezi místními ulicemi Větrná a Podrybníčky. Rybník je využíván pro chov ryb a zároveň představuje lokální biocentrum pro rozmnožování obojživelníků.

## Galerie

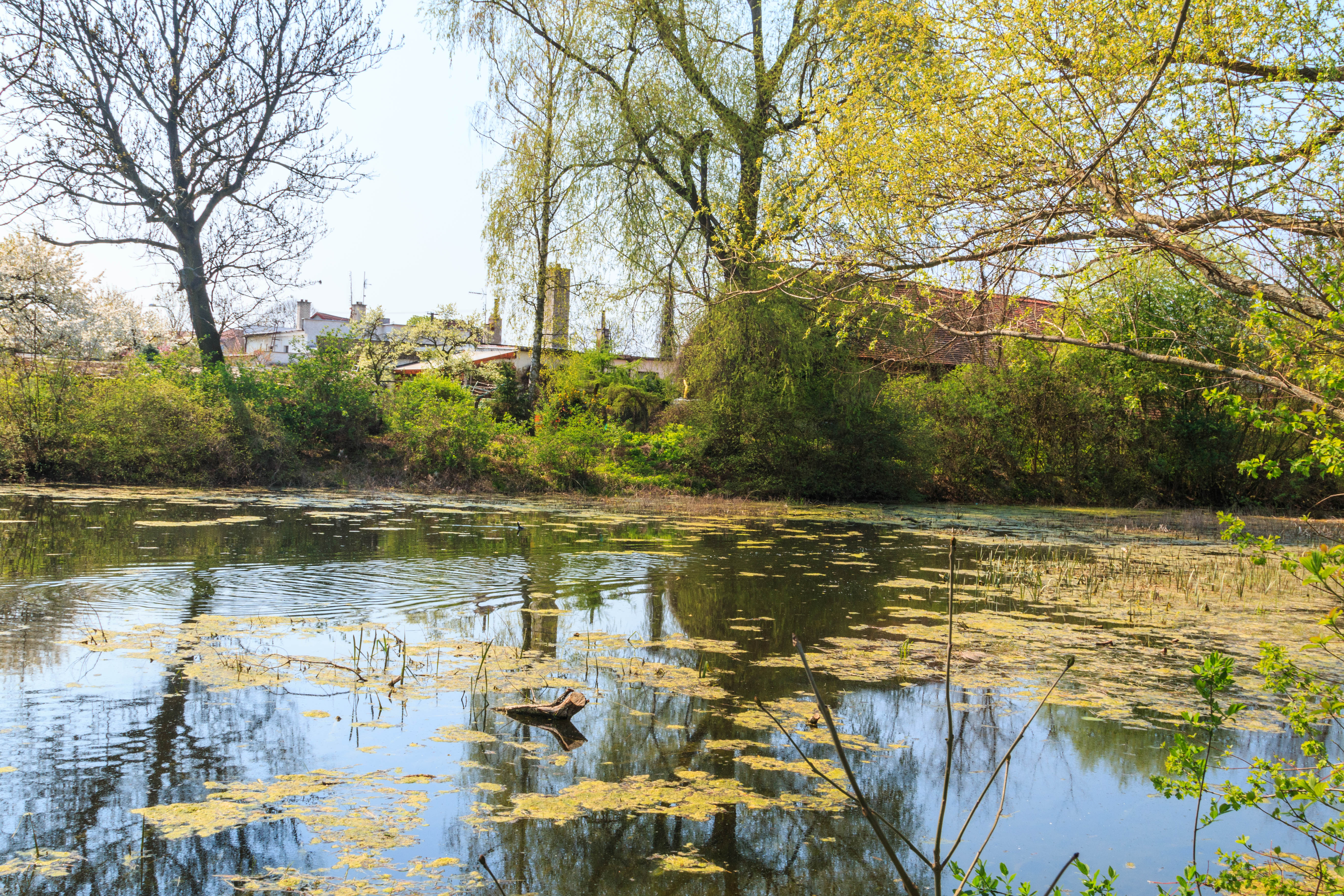
pohled na rybníček Nad Marešákem
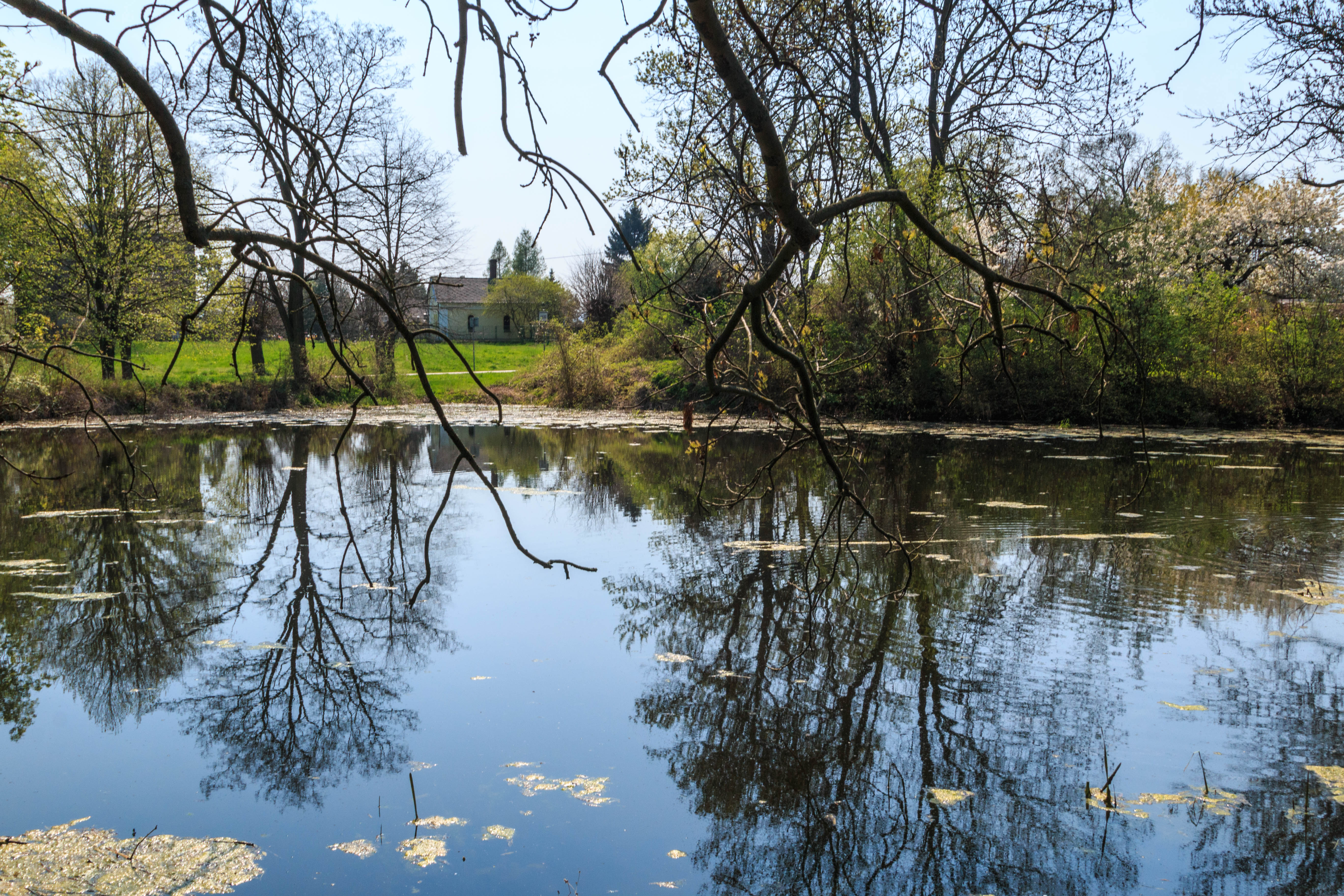
pohled na rybníček Nad Marešákem
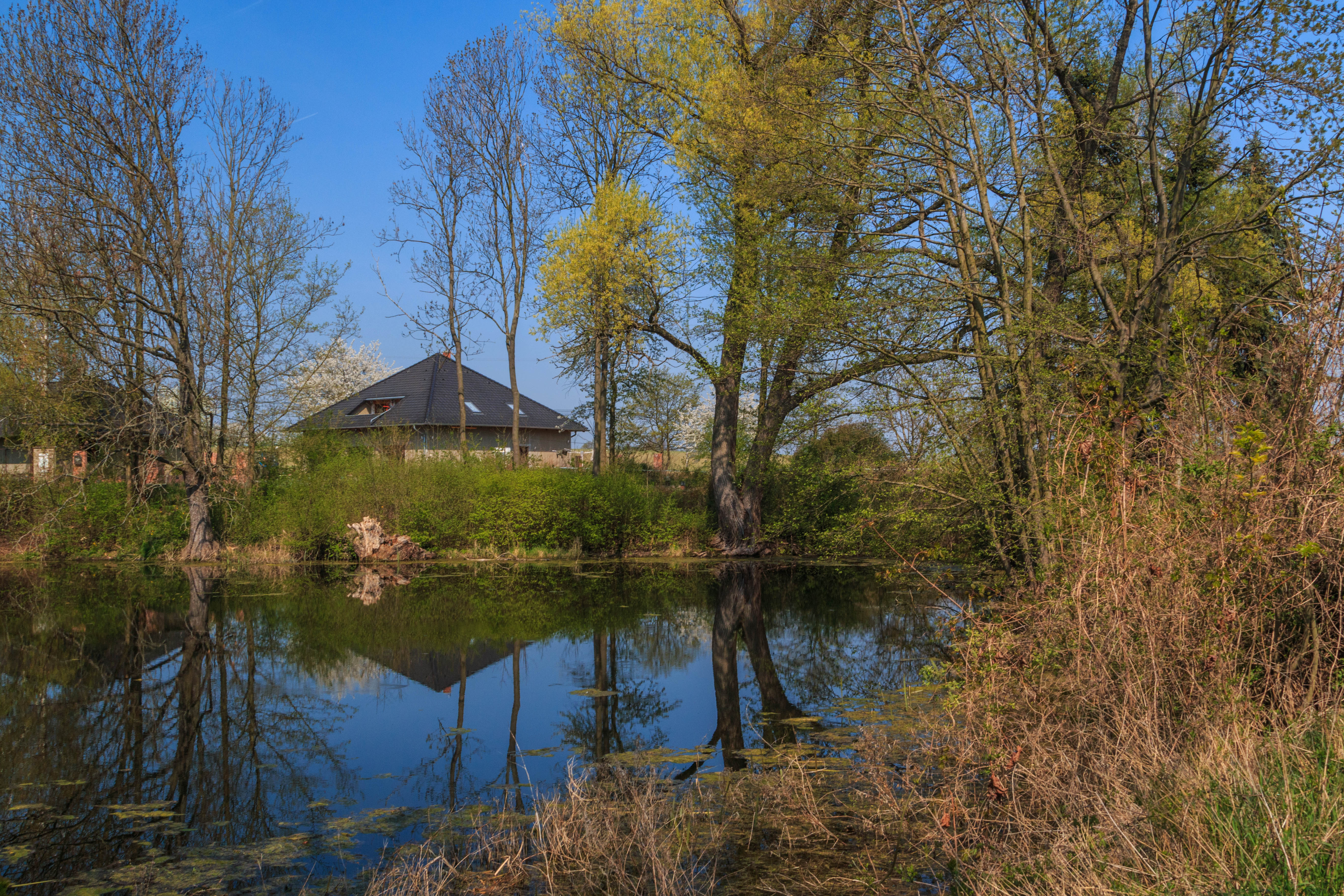
pohled na rybníček Nad Marešákem